# Uvaria grandiflora
Uvaria grandiflora este o specie de plante angiosperme din genul Uvaria, familia Annonaceae, descrisă de William Roxburgh și Jens Wilken Hornemann. Conține o singură subspecie: U. g. flava.